# Famille de Nazianze
 (octobre 2023).
La famille de Nazianze est une famille originaire de Nazianze dont tous les membres furent des saints catholiques.
Elle est connue depuis la naissance de Grégoire l'Ancien, en 276 et s'éteint en 390, à la mort de Grégoire de Nazianne.

## Histoire
Au IIIe siècle, la famille de Nazianze appartenait aux familles notables de Cappadoce et Grégoire l'Ancien était probablement adhérent à l'hérésie hypsistarienne.
Il se convertit et fut baptisé en 325 avant de devenir évêque de Nazianze.
Il est le père de Grégoire qu'il ordonnera lui-même en 362.
En 380, peu après la mort de son père, Grégoire est nommé évêque de Constantinople par l'empereur Théodose Ier et devient l'évêque le plus influent de l'Eglise derrière le pape.
Il meurt en 390 ce qui met fin à la famille de Nazianze.

## Filiation
- Grégoire l'Ancien et Sainte Nonna
  - Grégoire de Nazianze, évêque de Constantinople
  - Césaire de Nazianze, médecin
  - Sainte  Gorgonie et Vitolien dont descendance